# Amaro (empresa)
A Amaro é uma marca de lifestyle brasileira com vendas online através da estratégia omni-channel. Com sede e Centro de Distribuição em São Paulo, é uma empresa de varejo e-commerce.
Foi fundada em 2012 por três sócios, Dominique Oliver, Lodovico Brioschi e Roberto Thiele, e atua nos segmentos de moda feminina, beleza, bem-estar e decoração. Além disso, a AMARO tem parceria com marcas terceiras de de moda, cosméticos, bem-estar e casa.
A marca foi considerada pela Fast Company a 7° empresa mais inovadora de 2020 na América Latina pela sua criação de designs de moda a partir de dados e por orientar seu negócio no modelo direct to consumer (direto ao consumidor).

## Origem e história
Em 2008, o co-fundador e CEO da Amaro Dominique Oliver trabalhava como analista financeiro em um banco em Nova York, quando percebeu a oportunidade de empreender em e-commerces de varejo em mercados emergentes. Em 2012, veio ao Brasil com a intenção de criar o business plan do que viria a se tornar a Amaro durante seu MBA na Fundação Getúlio Vargas. Em setembro de 2012, Dominique Oliver formou uma sociedade com Lodovico Brioschi, seu amigo de infância e, na época, consultor de investimentos. Fundaram então a Amaro junto com o CTO Roberto Thiele.
A Amaro nasceu como uma marca digital, voltada exclusivamente para o público feminino. A estratégia de varejo e-commerce durante sua história segue as tendências do mundo digital: com uso de Big data, alto uso de tecnologia na fabricação de produtos e forte presença nas redes sociais. Em 2015, a Amaro se tornou omni-channel ao inaugurar seu primeiro guide-shop, e em 2019 contava com 400 funcionários e 14 lojas físicas, presentes em São Paulo, Rio de Janeiro, Curitiba e Belo Horizonte e Porto Alegre.
Ainda em 2019, Dominique Oliver foi incluído como um dos 500 nomes mais influentes do mundo da moda na lista BoF 500 criada pela plataforma referência no assunto, a Business of Fashion.
Também em 2020, a Amaro lançou um projeto de parceria com outras marcas de moda, cosméticos e bem-estar e decoração. transformando a companhia em uma Retailtech. A iniciativa oferece a plataforma de varejo online existente da Amaro para outras marcas de moda, como Pantys, Framed, Allmost Vintage, Clemence, Zerezes, Linus e Haight. Além disso, por meio dessa iniciativa, a marca entrou na indústria de beleza e saúde, incluindo no projeto mais de marcas especializadas em cosméticos e bem-estar sustentáveis, como Biossance, Orna Formula, Yogini, B.O.B. Bars, Moncloa, Almanati, Terral, Bergamia, Atelie Comcon, Quintal, Simple Organic, Feito Brasil, Foreo, Beauts e AIK Body&Soul.
Ao final de 2020, a marca lançou sua primeira linha de produtos para casa, chamada AMAROHome, que conta com produtos de papelaria, louça, almofadas e quadros decorativos. Marcando assim, um novo modelo de negócio para além da moda.

## Retailtech
A Amaro é uma RetailTech, ou seja, uma empresa que une novas tecnologias, modelos de negócios disruptivos e impacto social, tudo voltado ao mundo do mercado de varejo e consumo. Cinco momentos da história da marca levam a classificá-la dessa forma.
- O primeiro, em 2015, com a implementação do conceito de guide-shops: espaços com peças de roupas físicas, nos quais as clientes podem experienciar a marca, comprar online nos computadores da loja e receber o pedido em casa.[20] As lojas não têm estoque e apresentam diferentes variações de tamanho e estilo das peças disponíveis no site da Amaro. Além disso, dentro dos guide-shops a consumidora tem acesso a uma consultoria de estilo personalizada. Em 2018, uma em cada três compras da marca foi realizada em um guide-shop, consolidando a Amaro como uma empresa omni-channel.[10]
- Outro fator que se encaixa no conceito de retailtech é a coleção lançada em 2019 de roupas baseadas na análise genética do DNA de 19 mulheres brasileiras.[21] Para isso, a marca convidou mulheres de diferentes estilos e origens para realizar um teste genético. A partir das informações de ancestralidades obtidas, a Amaro criou uma coleção com 57 peças inspiradas nas características de cada uma das participantes.[11]
- Ainda em 2019, foi consolidado o projeto Amaro Cares. O objetivo da iniciativa era criar produtos que envolvessem ações que apoiam o meio ambiente e comunidades brasileiras. O projeto inclui, por exemplo, a venda de jeans ecológicos a partir de tecidos reciclados, entrega sustentável com bicicletas e embalagens inteligentes.[22][23]
- Já em 2020, com a eclosão da pandemia de Covid-19, a marca criou uma modelo virtual 3D chamada Mara para protagonizar suas campanhas publicitárias e amostras de produtos, visto que a marca não poderia contar com as sessões presenciais de fotos, devido ao isolamento social.[24]
- Em ressonância com a personagem Mara, a marca levou a modelo virtual para o jogo Animal Crossing New Horizons, da Nintendo. O objetivo é buscar uma interação colaborativa entre a representante da marca e os demais jogadores para inspirar novas peças de roupas dentro e fora do jogo. Futuramente, serão selecionadas algumas criações para formarem uma coleção cápsula a ser vendida no site.[25][26]